# Caloi 10
Caloi 10 é um modelo de bicicleta fabricada pela empresa brasileira Caloi, lancado em 1972.

## Descrição
O modelo 74 possuía um adesivo grafado Caloi Dez. Em 1975, os grafismos foram alterados e um novo modelo foi lançado, a Sportíssima. Esta vinha com um quadro de diferente geometria, mais curto e com diferenças em pequenos detalhes, como conduítes para passagem do cabo do freio traseiro, além de vários componentes em alumínio e blocagem nas rodas. Custava quase o dobro do que a Caloi 10 standard. Ambas podiam vir em três tamanhos de quadros: 54, 56 e 58. Em 79 a Caloi lança a "Sprint 10", versão mais barata da linha, mais simples sem Blocagem Rápida nas rodas e com componentes como Cubos, Mesa de Guidão e freios fabricados em aço ao invés dos de alumínio, custava pouco mais da metade da Caloi 10 Standard.
Famosa pela qualidade de seus componentes japoneses, o modelo 10 foi adotando peças nacionais a partir de meados dos anos de 1980. Pouco depois saiu de linha a Sprint 10 e por fim se despedindo em 1989 com a "Caloi 12", de 12 marchas e componentes japoneses, resgatando a antiga qualidade da linha.